# Jordi Soler i Font
Jordi Soler i Font, conegut pel pseudònim d'Hèlios (Terrassa, 16 d'abril de 1938 - Girona, 14 de febrer de 2022), va ser un fotògraf, dibuixant i periodista català. Va ser conegut per les seves fotografies i encara més per la figura mig surrealista d'en Sísif, «un dels personatges més entranyables i imprevisibles de l'humor gràfic» que apareixia quasi cada dia al Punt i, després de la fusió del 2011, al Punt Avui.

## Biografia
Fill de l'escriptora Maria Assumpció Soler i Font, que havia fugit durant els bombardejos franquistes, i familiar del mossèn esperantista Joan Font i Giralt. Vers els catorze anys va arribar a Girona, on va «contactar amb sectors juvenils, culturalment inquiets, incòmodes en la grisor uniforme de l'època». Va començar a escriure per les revistes Usted i Presència vers la fi dels anys 1960. De jove, sota la dictadura franquista va ser rebutjat per l'Associació Fotogràfica Gironina. De 1969 a 1981 va viure a Madrid, on treballava al departament de comunicació i publicitat d'una empresa d'electrodomèstics. El 1981 va tornar a Girona i esdevingué un dels col·laboradors «multimèdia» destacats del diari El Punt. El 13 de març del 1982, en Sísif va aparèixer per primera vegada al costat de La Punxa d'en Jap d'en Joan Antoni Poch i Goicoetxea en el que va esdevenir un dels «bons exemples de mals diàlegs», en la gran tradició de Molière, Jacint Verdaguer i Lewis Carroll.
El 2007, Soler va cedir una part important del seu arxiu fotogràfic de més de 100.000 exemplars a la Diputació de Girona. El 2009, L'Arc a Girona li va dedicar una exposició amb unes fotos remarcables d'aquest fons.
Fons Jordi Soler
| « | Les imatges […] en blanc i negre i color, que són el resultat de l'activitat personal i professional com a fotògraf i periodista gràfic des del 1967 i fins avui. Del seu fons personal destaquen les imatges de l'època que va viure a Madrid, les fotografies dels seus viatges i les fotografies de paisatge urbà i paisatge natural, en color. Una part important de les imatges generades com a fotoperiodista pertanyen a les entrevistes que va fer a diversos personatges per a la coneguda revista Presència. | » |

Publicacions
- 1982...avui: «El canal Sísif», vinyeta quotidiana al diari El Punt, des de 2011 El Punt Avui.
- 2009: Sèrie Fons, Punts de Llibre, Diputació de Girona[10]